# Monegassische Badmintonnationalmannschaft
Die monegassische Badmintonnationalmannschaft ist das Nationalteam von Monaco im Badminton. Sie ist seit 2013 Mitglied im Kontinentalverband Badminton Europe und seit 2014 Mitglied im Weltverband, der Badminton World Federation.

## Bekannte Spieler und Spielerinnen
| Herren - David Giard - Hervé Morand - Pierre Bossières - Yann LeMaire - Arnaud Cotta - Joseph de Stefano - Antony Ganachau - Quentin Blanchet - Quentin Sassone Castillo | Damen - Julia Albou - Marie Balard - Emmanuel Capra - Caroline Pascal - Thien Tran - Léila Dumoulin - Elena Lukashevich - Nora Chelabi - Julie Perrin |